# 3 septembre en sport
3 août 3 octobre
Chronologies thématiques
- Croisades
- Ferroviaires
- Disney

Le 3 septembre est le 246e jour de l'année (247e en cas d'année bissextile) du calendrier grégorien.

## Événements

### XIXesiècle
- 1838 :
  - (Aviation) : la Franco-suisse Henriette d'Angeville devient la première femme à  gravir le mont Blanc.
- 1881 :
  - (Tennis /Grand Chelem) : dans la première édition de l'US open, victoire de l'Américain Richard Sears qui s'impose face à son compatriote William Glyn sur le score de 6-0, 6-3, 6-2. Le double messieurs est remporté par la paire Frederick Winslow Taylor et Clarence Clark contre Alexander Van Renssalaer et Arthur Newbold sur le score 6-5, 6-4, 6-5.
- 1887 :
  - (Baseball /Association américaine) : sixième édition aux États-Unis du championnat de baseball de l'American Association. Les St. Louis Browns s’imposent avec 90 victoires et 40 défaites.
- 1889 :
  - (Tennis /Grand Chelem) : en finale de la neuvième édition de l'US Open masculin, victoire de l'Américain Henry Slocum face à son compatriote Quincy Shaw 6-3, 6-1, 4-6, 6-2. Le double messieurs est remporté par la paire Américaine Henry Slocum et Howard Taylor face à leurs compatriotes Valentine Hall et Oliver Campbell 6-1 6-3 6-2. En double mixte les Américains Grace Roosevelt et A. Wright s'imposent face à leurs compatriotes Bertha Townsend associée à C. T. Lee 6-1, 6-3, 3-6, 6-3.
- 1900 :
  - (Stade) : inauguration du stade de football de West Bromwich Albion : The Hawthorns.

### XXesièclede1901à1950
- 1910 :
  - (Stade) : inauguration du stade de Notts County FC, Meadow Lane, à l'occasion d'un match de championnat contre Nottingham Forest FC devant 27 000 spectateurs.
- 1933 :
  - (Football) : i'Association sportive de Saint-Étienne Loire dispute son premier match professionnel face à la Bastidienne de Bordeaux.
- 1935 :
  - (Automobile) :  à Bonneville Salt Flats, Malcolm Campbell établi un nouveau record de vitesse terrestre : 484,62 km/h.
- 1950 :
  - (Sport automobile) : après sa victoire lors du GP d'Italie, sur le circuit de Monza, l'Italien Giuseppe Farina remporte le premier Championnat du monde de Formule 1 au volant d'une Alfa Romeo.

### XXesièclede1951à2000
- 1970 :
  - (Athlétisme) : Wolfgang Nordwig porte le record du monde du saut à la perche à 5,46 mètres.
- 1994 :
  - (Stade) : inauguration du nouveau Stade Charléty à Paris.

### XXIesiècle
- 2005 :
  - (Football /Éliminatoires de la Coupe du monde) : Coupe du monde 2006 :

| Europe : - Arménie - Pays-Bas 0-1, - Andorre - Finlande 0-0, - Roumanie - République tchèque 2-0, - Géorgie - Ukraine 1-1, - Albanie - Kazakhstan 2-1, - Turquie - Danemark 2-2, - Estonie - Lettonie 2-1, - Russie - Liechtenstein 2-0, - Portugal - Luxembourg 6-0, - Suisse - Israël 1-1, - France - Îles Féroé 3-0, | - Moldavie - Biélorussie 2-0, - Écosse - Italie 1-1, - Slovénie - Norvège 2-3, - Pays de Galles - Angleterre 0-1, - Irlande du Nord - Azerbaïdjan 2-0, - Pologne - Autriche 3-2, - Bosnie - Belgique 1-0, - Serbie-et-Monténégro - Lituanie 2-0, - Suède - Bulgarie 3-0, - Islande - Croatie 1-3, - Hongrie - Malte 4-0. | Afrique : - Zambie - Sénégal 0-1, - Mali - Congo 2-0, - Burkina Faso - Afrique du Sud 3-1, - Libye - Soudan 0-0, - Kenya - Tunisie 0-2, - Maroc - Botswana 1-0. Amérique du Sud : - Bolivie - Équateur 1-2, - Paraguay - Argentine 1-0, - Venezuela - Pérou 4-1. | Amérique du Nord : - Trinité-et-Tobago - Guatemala 3-2, - Panama - Costa Rica 1-3, - États-Unis - Mexique 2-0. Asie : Ouzbékistan - Bahreïn 1-0. |

- 2015 :
  - (Cyclisme sur route /Tour d'Espagne) : le Néerlandais Danny van Poppel s'impose dans l'étape du jour et l'Italien Fabio Aru conserve le maillot rouge.
- 2016 :
  - (Cyclisme sur route /Tour d'Espagne) : sur la 14e étape du Tour d'Espagne 2016, victoire du néerlandais Robert Gesink et le Colombien Nairo Quintana conserve le maillot de leader.
- 2017 :
  - (Compétition automobile /Formule1) : au Grand Prix automobile d'Italie qui se dispute sur le circuit de Monza, victoire du Britannique Lewis Hamilton qui devance le Finlandais Valtteri Bottas et l'Allemand Sebastian Vettel.
  - (Cyclisme sur route /Tour d'Espagne) : sur la 15e étape du Tour d'Espagne 2017, qui relie Alcalá la Real à Sierra Nevada sur une distance de 129,4 kilomètres, victoire du Colombien Miguel Ángel López. Le Britannique Christopher Froome conserve le maillot rouge.
  - (Judo /Mondiaux) : sur la 6e journée des championnats du monde de judo, les Japonais s'imposent dans le tournoi par équipes mixte devant les Brésiliens. Les Français et les Sud-Coréens montent sur la 3e marche du podium.
  - (Volley-ball /Euro masculin) : en finale la Russie s'impose face à l'Allemagne en cinq sets (25-19, 20-25, 25-22, 17-25, 15-13) et devient Championne d'Europe. La Serbie termine 3e en battant la Belgique en cinq sets (25-17, 22-25, 19-25, 25-22, 15-12).
- 2020 :
  - (Cyclisme sur route /Tour de France) : sur la 6e étape du Tour de France qui se déroule entre Le Teil et le Mont Aigoual, sur une distance de 191 kilomètres, victoire en solitaire du Kazakh Alexey Lutsenko. Aucun changement n'est à signaler au classement général, Adam Yates conserve le Maillot jaune.
- 2021 :
  - (Cyclisme sur route /Tour d'Espagne) : sur la 19e étape du Tour d'Espagne qui se déroule entre Tapia de Casariego et Monforte de Lemos, sur une distance de 191,2 km, victoire du danois Magnus Cort Nielsen. Le Slovène Primož Roglič conserve le maillot rouge.
- 2023 :
  - (Aviron /Mondiaux) : début de la 51e édition des championnats du monde d'aviron qui ont lieu à Belgrade, en Serbie jusqu'au 10 septembre 2023.
  - (Cyclisme sur route /Tour d'Espagne) : sur la 9e étape du Tour d'Espagne qui se déroule entre Carthagène et Collado de la Cruz de Caravaca en région de Murcie sur une distance de 180,9 km, victoire de l'Allemand Lennard Kämna et l'Américain Sepp Kuss conserve le maillot rouge.
  - (Volley-ball /Euro féminin) : la Turquie devient championne d'Europe en battant la Serbie 3 sets à 2 (25-27, 25-21, 22-25, 25-22 et 15-13). Les Pays-Bas complètent le podium en battant l'Italie 3 sets à 0 (25-23, 28-26 et 25-20).
- 2024 :
  - (Cyclisme sur route /Tour d'Espagne) : sur la 16e étape du Tour d'Espagne qui se déroule entre Luanco et les Lacs de Covadonga dans les Asturies, sur une distance de 181 km, victoire de l'Espagnol Marc Soler après une échappée. L'Australien Ben O'Connor conserve le Maillot rouge.
  - (Jeux paralympiques d'été /Jeux de Paris) : 6e jour de compétition des Jeux paralympiques.

## Naissances

### XIXesiècle
- 1853 : 
  - Robert Vidal, footballeur anglais. (1 sélection en équipe nationale). († 5 novembre 1914).
- 1865 : 
  - Louise Martin, joueuse de tennis britannique. († 24 octobre 1941).
- 1878 : 
  - Dorothea Douglass Chambers, joueuse de tennis britannique. Championne olympique du simple aux Jeux de Londres 1908. Victorieuse du Tournoi de Wimbledon 1903, 1904, 1906, 1910, 1911, 1913 et 1914. († 7 janvier 1960).
- 1882 : 
  - Johnny Douglas, boxeur et joueur de cricket britannique. Champion olympique des -71,7 kg aux Jeux de Londres 1908. (23 sélections en test cricket). († 19 décembre 1930).
- 1891 : 
  - Norman Taber, athlète de fond et demi-fond américain. Champion olympique du 3 000 m par équipes et médaillé de bronze du 1 500 m aux Jeux de Stockholm 1912. († 15 juillet 1952).

### XXesièclede1901à1950
- 1915 : 
  - Jacinto Barquín, footballeur cubain. († ?).
- 1916 : 
  - Doug Bentley, hockeyeur sur glace puis entraîneur canadien. († 24 novembre 1972).
- 1920 : 
  - Raymond Mulinghausen, plongeur puis entraîneur et juge ainsi que entraîneur de water-polo et arbitre puis dirigeant sportif français. († 19 février 2009).
- 1921 : 
  - John Aston, Sr., footballeur anglais. Vainqueur de la Coupe des clubs champions 1968. (17 sélections en équipe nationale. († 31 juillet 2003).
- 1924 : 
  - Antonin Rolland, cycliste sur route français.
- 1929 : 
  - Carlo Clerici, cycliste sur route suisse. Vainqueur du Tour d'Italie 1954. († 28 janvier 2007).
- 1931 : 
  - Dick Motta, entraîneur de basket-ball américain.
- 1934 : 
  - Lucien Muller, footballeur puis entraîneur français. Vainqueur de la Coupe des villes de foires 1966 (16 sélections en équipe de France).
- 1935 : 
  - Assar Rönnlund, fondeur suédois. Champion olympique du 4×10km et médaillé d'argent du 50 km aux Jeux d'Innsbruck de 1964 puis médaillé d'argent du relais 4×10km aux Jeux de Grenoble de 1968. Champion du monde de ski de fond du 15 km et du relais 4×10 km 1962. († 5 janvier 2011).
- 1939 : 
  - Daniel Rouveyran, pilote de course automobile français. († 1er juillet 1973).
- 1946 : 
  - Brian Ashton, joueur de rugby à XV puis entraîneur anglais. Sélectionneur de l'Équipe d'Irlande de 1996 à 1998 et de l'Équipe d'Angleterre de 2006 à 2008.
  - René Pijnen, cycliste sur route néerlandais. Champion olympique des 100 km par équipes aux Jeux de Mexico de 1968.
- 1947 : 
  - Michael Fray, athlète de sprint jamaïcain. Détenteur du Record du monde du relais 4 × 100 mètres, du 19 octobre 1968 au 20 octobre 1968. († 6 novembre 2019).
  - Gérard Houllier, entraîneur de football et consultant TV français. Sélectionneur de l'équipe de France de 1992 à 1993. Vainqueur de la Coupe UEFA 2001 († 14 décembre 2020).
- 1948 : 
  - Jacques Esclassan, cycliste sur route français.
- 1949 : 
  - José Pekerman, footballeur puis entraîneur argentino-colombien. Sélectionneur de l'équipe d'Argentine de 2004 à 2006, de l'équipe de Colombie de 2012 à 2018 puis du Venezuela de 2021 à 2023.

### XXesièclede1951à2000
- 1954 :
  - Jaak Uudmäe, athlète de sauts soviétique puis estonien. Champion olympique du triple-saut aux Jeux de Moscou 1980.
- 1955 :
  - Bernard Viviès, joueur de rugby à XV français. Vainqueur du Grand chelem 1981. (10 sélections en équipe de France).
- 1956 :
  - Michel Coutin, joueur de rugby à XV français.
- 1963 :
  - Muriel Hermine, nageuse de synchronisée française. Médaillée de bronze en solo aux championnats du monde 1986. Médaillée de bronze en solo aux championnats d'Europe 1983, championne d'Europe par équipe, médaillée d'argent en duo et en solo aux championnats d'Europe 1985 puis championne d'Europe en solo, duo et par équipes aux championnats d'Europe de natation 1987.
- 1966 :
  - Robert Wangila, boxeur kényan. Champion olympique des -67 kg aux Jeux de Séoul 1988. († 28 juillet 1994).
- 1967 :
  - Hubert Fournier, footballeur puis entraîneur français.
  - Chris Gatling, basketteur américain. (5 sélections en équipe nationale).
- 1968 :
  - Christophe Mengin, cycliste sur route et cyclocross-man français.
- 1969 :
  - Robert Karlsson, golfeur suédois.
  - Jörg Müller, pilote de courses automobile allemand.
  - Hidehiko Yoshida, judoka japonais. Champion olympique des -78 kg aux Jeux de Barcelone 1992. Champion du monde de judo des -90 kg 1999.
- 1970 : 
  - Franck Chambily, judoka français. Double médaillé européen en 1994 et 1996.
- 1972 :
  - Christine Boudrias, patineuse de vitesse sur piste courte canadienne. Médaillée d'argent du relais 3 000 m aux Jeux de Lillehammer 1994 puis médaillée de bronze du relais 3 000 m aux Jeux de Nagano 1998.
  - Martin Straka, hockeyeur sur glace tchèque. Champion olympique aux Jeux de Nagano 1998 puis médaillé de bronze aux Jeux de Turin 2006. Champion du monde de hockey sur glace 2005.
- 1973 :
  - Damon Stoudamire, basketteur américain.
- 1974 :
  - Didier André, pilote de course automobile français.
  - Martin Gerber, hockeyeur sur glace suisse.
- 1975 :
  - Cristobal Huet, hockeyeur sur glace franco-suisse.
- 1977 :
  - Stephen Laybutt, Footballeur australien. († 13 janvier 2024).
- 1978 :
  - Michal Rozsíval hockeyeur sur glace tchèque.
- 1979 :
  - Damien Seguin, navigateur français.
  - Júlio César Soares Espíndola, footballeur brésilien. Vainqueur de la Copa América 2004, de la Ligue des champions 2010. (78 sélections en équipe nationale).
- 1980 :
  - Daniel Bilos, footballeur argentin. (3 sélections en équipe nationale).
- 1982 :
  - Sarah Burke, skieuse acrobatique canadienne. Championne du monde de ski acrobatique de half-pipe 2005. († 19 janvier 2012).
- 1983 :
  - Augusto Farfus Jr., pilote de courses automobile brésilien.
  - Matwé Middelkoop, joueur de tennis néerlandais.
- 1984 :
  - André Cardoso, cycliste sur route portugais.
- 1985 :
  - Ricardinho, joueur de futsal portugais. Champion d'Europe de futsal 2018. Vainqueur des Ligues des champions de futsal 2010, 2017 et 2018. (168 sélections en équipe nationale).
- 1986 :
  - Jempy Drucker, cycliste sur route luxembourgeois.
  - Blel Kadri, cycliste sur route français.
- 1987 :
  - Michaël D'Almeida, cycliste sur piste français. Médaillé d'argent de la vitesse par équipes aux Jeux de Londres 2012 puis médaillé de bronze de la poursuite par équipes aux Jeux de Rio 2016. Champion du monde de cyclisme sur piste de la vitesse par équipes 2015.
  - Ia Gavrilova, hockeyeuse sur glace russe.
  - Modibo Maïga, footballeur malien. Vainqueur de la Ligue des champions arabes 2006. (59 sélections en équipe nationale).
  - James Neal, hockeyeur sur glace canadien.
  - Tatyana Shemyakina, athlète de marche athlétique russe.
- 1988 :
  - Jérôme Boateng, footballeur germano-ghanéen. Champion du monde de football 2014. Vainqueur des Ligues des champions 2013 et 2020. (76 sélections en équipe nationale).
  - Carla Suárez Navarro, joueuse de tennis espagnole.
  - Tine Urnaut, volleyeur slovène.
- 1989 :
  - Florent Tortosa, basketteur français.
- 1990 :
  - Stine Jørgensen, handballeuse danoise. Victorieuse de la Coupe d'Europe des vainqueurs de coupe de handball féminin 2015. (135 sélections en équipe nationale).
- 1991 : 
  - Nicolás Cavigliasso, pilote de rallyes raid en quad argentin.
- 1992 :
  - Quentin Minel, handballeur français.
- 1993 :
  - Rodrigo Bruni, joueur de rugby à XV argentin. (26 sélections en équipe nationale).
  - Fabian Lienhard, cycliste sur route suisse.
  - Dominic Thiem, joueur de tennis autrichien. Vainqueur de l'US Open de 2020.
- 1995 :
  - Niklas Süle, footballeur allemand. Médaillé d'argent aux Jeux de Rio 2016. Vainqueur de la Ligue des champions 2020. (48 sélections en équipe nationale).
- 1996 :
  - Alexandre Bécognée, joueur de rugby à XV français. Vainqueur du Challenge européen 2021. (1 sélection en équipe de France).
  - Florian Maitre, cycliste sur route et sur piste français.
  - Neilson Powless, cycliste sur route américain.
- 1998 :
  - Rob Valetini, joueur de rugby à XV australien. (38 sélections en équipe nationale).

### XXIesiècle
- 2002 :
  - Vando Félix, footballeur bissaoguinéen.
- 2003 :
  - Tiago Morais, footballeur portugais.

## Décès

### XIXesiècle
- 1836 : 
  - Daniel Mendoza, 72 ans, boxeur anglais. (° 5 juillet 1764).

### XXesièclede1901à1950
- 1930 :
  - Joseph Alzin, 37 ans, haltérophile luxembourgeois. Médaillé d'argent des +82,5kg aux Jeux d'Anvers 1920. (° 18 mai 1893).
- 1948 :
  - Jack Peart, 59 ans, footballeur anglais. (° 3 octobre 1888).
- 1949 : 
  - Francesco Calì, 67 ans, footballeur puis entraîneur italien. (2 sélections en équipe nationale). Sélectionneur de l'équipe d'Italie en 1912, de 1914 à 1915 et de 1920 à 1921. (° 16 mai 1882).
  - Robert Walthour Senior, 71 ans, cycliste sur piste américain. Champion du monde de cyclisme sur piste du demi-fond 1904 et 1905. (° 1er janvier 1878).

### XXesièclede1951à2000
- 1970 : 
  - Vince Lombardi, 57 ans, joueur et entraîneur de foot U.S. américain. (° 11 juin 1913).
- 1974 : 
  - Thomas Battersby, 86 ans, nageur britannique. Médaillé d'argent du 1 500m aux Jeux de Londres 1908 puis de bronze du relais 4×200m nage libre aux Jeux de Stockholm 1912. (° 18 novembre 1887).
- 1989 : 
  - Gaetano Scirea, 36 ans, footballeur puis entraîneur italien. Champion du monde de football 1982. Vainqueur de la Coupe UEFA 1977, de la Coupe d'Europe des vainqueurs de coupe 1984 et de la Coupe des clubs champions 1985. (78 sélections en équipe nationale). (° 25 mai 1953).
- 1994 :
  - Billy Wright, 70 ans, footballeur puis entraîneur anglais. (105 sélections en équipe nationale). (° 6 février 1924).
- 1999 : 
  - Franz Pleyer, 88 ans, footballeur autrichien puis français. (° 23 février 1911).

### XXIesiècle
- 2007 :
  - Steve Fossett, 63 ans, navigateur, aviateur et homme d'affaires américain. (° 22 avril 1944).
  - Gift Leremi, 22 ans, footballeur sud-africain. (4 sélections en équipe nationale). (° 13 octobre 1984).
  - Gustavo Eberto, 24 ans, footballeur argentin. (° 30 août 1983).
  - Santiago Zubieta, 99 ans, footballeur puis entraîneur espagnol. (° 20 juin 1908).
- 2011 : 
  - Franco Balestra, 87 ans, joueur de jeu de paume italien. (° 8 août 1924).
  - Finn Helgesen, 92 ans, patineur de vitesse norvégien. Champion olympique du 500 m aux Jeux de Saint-Moritz 1948. (° 25 avril 1919).
- 2012 : 
  - Mahmoud Al-Gohary, 74 ans, footballeur puis entraîneur égyptien. Champion d'Afrique de football 1959. Sélectionneur de l'équipe d'Égypte de 1988 à 1990 et de 1997 à 2002, de l'équipe d'Oman de 1996 à 1997 et de l'équipe de Jordanie en 2002. Champion d'Afrique de football 1998. Vainqueur des Coupe des clubs champions 1982 et 1993. (° 20 février 1938).
- 2017 : 
  - Piet Ouderland, 84 ans, footballeur et basketteur néerlandais. (7 sélections en équipe des Pays-Bas de football et 20 avec l'équipe de basket). (° 17 mars 1933).
- 2019 :
  - Halvard Hanevold, 49 ans, biathlète norvégien. Champion olympique du 20km individuel et médaillé d'argent du relais 4×7,5 km aux jeux de Nagano 1998, champion olympique du relais 4×7,5 km aux Jeux de Salt Lake City 2002, médaillé d'argent du 10km sprint et de bronze du 20km individuel aux Jeux de Turin 2006 puis champion olympique du relais 4×7,5 km aux Jeux de Vancouver 2010. Champion du monde de biathlon de la course par équipes 1995, du 20km individuel 2003, des relais 4×7,5 km 2005 et 2009. (° 3 décembre 1969).